# Marek Krajewski (pisarz)
Marek Krajewski (ur. 4 września 1966 we Wrocławiu) – polski pisarz i filolog klasyczny, specjalista w zakresie językoznawstwa łacińskiego, doktor nauk humanistycznych, były wykładowca Uniwersytetu Wrocławskiego, autor kryminałów, laureat Paszportu Polityki.

## Życiorys
Rodzina Marka Krajewskiego pochodzi z ziemi lwowskiej, jego matka urodziła się we wsi Strzelczyska pod Mościskami. W 1985 ukończył IX Liceum Ogólnokształcące im. Juliusza Słowackiego we Wrocławiu, a w latach 1985–1991 studiował filologię klasyczną na Uniwersytecie Wrocławskim. W 1992 uzyskał magisterium, a w 1999 obronił rozprawę doktorską pt. Prozodia greckich zapożyczeń u Plauta. Pracował jako bibliotekarz, sprzedawca, magazynier, a od 1992 jako asystent w Instytucie Filologii Klasycznej i Kultury Antycznej Uniwersytetu Wrocławskiego, później jako adiunkt i starszy wykładowca. Od 2007 zawodowo trudni się pisarstwem.

## Powieści kryminalne
Jest autorem kryminałów o Eberhardzie Mocku, pracowniku wrocławskiego Prezydium Policji. Na serię wydawaną od 1999 składa się trzynaście tomów. W 2008, wspólnie z Mariuszem Czubajem rozpoczął nowy cykl kryminału, którego akcja dzieje się współcześnie w Gdańsku, a bohaterem jest nadkomisarz Jarosław Pater. Do tej pory ukazały się dwa tomy: Aleja samobójców i Róże cmentarne. Jego książki zostały przetłumaczone na 19 języków: angielski, chorwacki, czeski, duński, estoński, francuski, grecki, hebrajski, hiszpański, holenderski, litewski, niemiecki, norweski, rosyjski, szwedzki, słowacki, ukraiński, węgierski i włoski.
W opublikowanej w 2009 Głowie Minotaura, której akcja dzieje się w okresie międzywojennym we Lwowie, głównym bohaterem obok Eberharda Mocka staje się komisarz Edward Popielski. Stał się on główną postacią nowego cyklu, liczącego jak dotąd trzynaście tomów.
Krytycy literatury uważają, że styl jego pracy pisarskiej łączy w sobie elementy czarnego kryminału i horroru oraz nawiązuje do tradycji gatunku (Raymond Chandler). Kryminały Krajewskiego rozgrywają się w dokładnie zarysowanych realiach topograficznych i historycznych przed- i powojennego Wrocławia (Breslau), a także Warszawy, Trójmiasta i Lwowa. W wydanej w 2015 książce, Arenie szczurów, umieścił akcję w nadmorskim Darłowie.

## Nagrody i wyróżnienia
Zdobył Paszport „Polityki” (2005), Nagrodę Księgarzy „Witryna” za najlepszą książkę 2005 oraz Nagrodę Wielkiego Kalibru dla najlepszej powieści kryminalnej 2003. Wkład Krajewskiego w promocję miasta w jego twórczości został uhonorowany w czerwcu 2008, gdy pisarz został wybrany Ambasadorem Wrocławia. 21 października 2015 roku został odznaczony Srebrnym Medalem „Zasłużony Kulturze Gloria Artis”.
Zdobył niemiecką Nagrodę im. Georga Dehio (Georg Dehio-Buchpreis) za twórczość literacką (2016). W 2019 odznaczony przez prezydenta Andrzeja Dudę Medalem Stulecia Odzyskanej Niepodległości. W 2023 roku otrzymał Złotą Odznaką Honorową Wrocławia i tytułem honorowego obywatela Wrocławia. W 2024 uhonorowany tablicą w Alei Pisarzy przy Galerii Książki w Oświęcimiu.

## Twórczość

### Powieści

#### Cykl o Eberhardzie Mocku
- Śmierć w Breslau, Wydawnictwo Dolnośląskie, Wrocław 1999[13]
- Koniec świata w Breslau, Wydawnictwo W.A.B., Warszawa 2003[14]
- Widma w mieście Breslau, Wydawnictwo W.A.B., Warszawa 2005[15]
- Festung Breslau, Wydawnictwo W.A.B., Warszawa 2006[16]
- Dżuma w Breslau, Wydawnictwo W.A.B., Warszawa 2007[17]
- Głowa Minotaura, Wydawnictwo W.A.B., Warszawa 2009[18]
- Mock, Znak, wrzesień 2016[19]
- Mock. Ludzkie zoo, Znak, sierpień 2017[20]
- Mock. Pojedynek, Znak, sierpień 2018[21]
- Mock. Golem, Znak, październik 2019[22]
- Mock. Moloch, Znak, październik 2020[23]
- Diabeł stróż, Znak, październik 2021
- Błaganie o śmierć, Znak, październik 2022[24]

#### Cykl o Jarosławie Patrze
- Aleja samobójców (współautor Mariusz Czubaj), Wydawnictwo W.A.B., Warszawa 2008[25]
- Róże cmentarne (współautor Mariusz Czubaj), Wydawnictwo W.A.B., Warszawa 2009[26]

#### Cykl o Edwardzie Popielskim
- Głowa Minotaura, Wydawnictwo W.A.B., Warszawa 2009[27]
- Erynie, Wydawnictwo Znak, Kraków 2010[28][29]
- Liczby Charona, Znak, 2011[30]
- Rzeki Hadesu, Znak, maj 2012[31]
- W otchłani mroku, Znak, wrzesień 2013[32]
- Władca liczb, Znak, wrzesień 2014[33]
- Arena szczurów, Znak, wrzesień 2015[34]
- Dziewczyna o czterech palcach, Znak, maj 2019[35]
- Pomocnik kata, Znak, maj 2020[36]
- Miasto szpiegów, Znak, maj 2021, ISBN 978-83-240-6230-0
- Czas zdrajców, Znak, maj 2022
- Pasożyt, Znak, 2023
- Słowo honoru, Znak, 2024
- Cyklop, Znak, 2025

#### Inne
- Umarli mają głos (współautor Jerzy Kawecki), Znak, maj 2015[37]
- Demonomachia, Znak, 2022
- Ostra, Znak, 2023
- Ostatni pisarz, Znak, 2024

### Opowiadania
- Darłowskie śledztwo Eberharda Mocka, opublikowane na stronie darlowo.pl w 2005[38]
- Cztery wspomnienia jasnowidza w: Autor przychodzi wieczorem, Wydawnictwo W.A.B., 2012